# Gradonačelnik u Hrvatskoj
U Republici Hrvatskoj gradonačelnik je čelnik grada kao jedinice lokalne samouprave. Gradonačelnik predstavlja grad. Gradonačelnika biraju građani na neposrednim izborima na vrijeme od četiri godine. Gradonačelnika se tijekom mandata može smijeniti putem referenduma. Gradsko vijeće i građani mogu tražiti raspisivanje referenduma, a konačnu odluku donose građani na referendumu. 